# Josef Fuglewicz

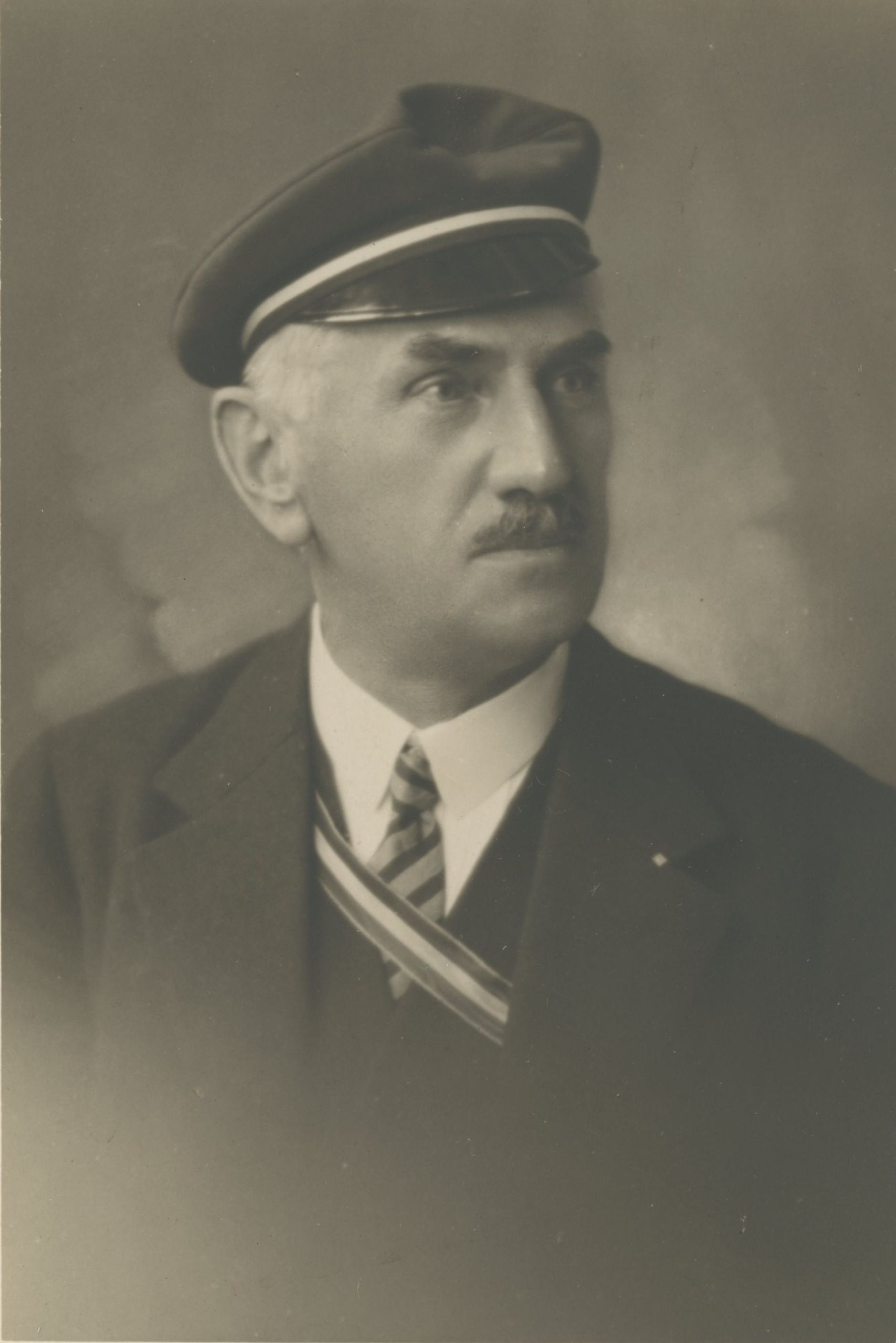
Josef Fuglewicz

Josef Fuglewicz (* 22. April 1876 in Czernowitz, Bukowina; † 23. Oktober 1972 in Leoben) war ein österreichischer Ingenieur. Von 1928 bis 1946 war er Professor für Bergbau in Leoben.

## Leben
Fuglewicz besuchte das k.k. I. Staatsgymnasium Czernowitz. Bei den vielen Buchenwäldern im Buchenland wollte er eigentlich Forstwissenschaft studieren. 6 Millionen Menschen aus sechs Nationalitäten lebten im „Fernen Osten Österreichs“ friedlich zusammen. Nach der Matura im Juli 1893 kam er mit seinen Eltern nach Frohnleiten und Leoben. Er studierte an der Montanistischen Hochschule Leoben Berg- und Hüttenwesen. 1894 wurde er im Corps Montania Leoben recipiert. Nach den beiden ersten Studienjahren diente er als Einjährig-Freiwilliger beim Regiment Nr. 41. Als Reserveleutnant kam er 1896 zum Bosnisch-hercegovinischen Infanterie Regiment Nr. 3 in Budapest. Am 27. Februar 1898 bestand er die Staatsprüfung für Bergwesen „mit vorzüglichem Erfolg“. Nachdem er am 27. September 1898 auch die Staatsprüfung für Hüttenkunde abgelegt hatte, trat er im mährischen Rossitz in den Steinkohlenbergbau. Am 1. Jänner 1899 wechselte er als Praktikant zum ärarischen Silberbergbau im böhmischen Příbram. Der Westböhmische Bergbau-Aktienverein in Zwug stellte ihn als Bergassistenten ein. Dort kam er gut voran. Bei Beginn des Ersten Weltkriegs erlebte er in einem Infanterieregiment des Landsturms die Belagerung von Przemyśl. Nach Übergabe der Festung kam er als Kriegsgefangener nach Sibirien. Von Wladiwostok kehrte er auf dem Seeweg nach Österreich zurück. Die Montanistische Hochschule berief ihn 1928 als o. Professor für Bergbaukunde. Als 1934 das Kartell Montania–Vandalia abgeschlossen wurde und er bereits Rektor war, erhielt er das Band des Corps Vandalia Graz. Rektor war er in den Studienjahren 1933/34 und 1934/35. 1934/35 war er auch Dekan der montanistischen Fakultät der vereinigten Technischen Hochschule und Montanistischen Hochschule Graz-Leoben. Emeritiert wurde er 1946. 